# Pilotrichum obtusifolium
Pilotrichum obtusifolium là một loài rêu trong họ Pilotrichaceae. Loài này được Brid. mô tả khoa học đầu tiên năm 1827.